# Ос-Марсийон
Ос-Марсийо́н (фр. Os-Marsillon) — коммуна во Франции, находится в регионе Аквитания. Департамент — Атлантические Пиренеи. Входит в состав кантона Кёр-де-Беарн. Округ коммуны — По.
Код INSEE коммуны — 64431.

## География

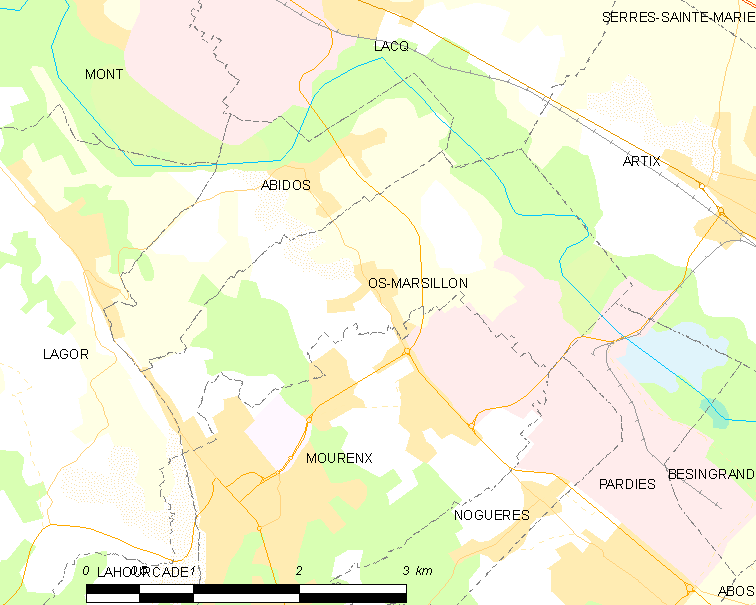
Карта коммуны

Коммуна расположена приблизительно в 650 км к югу от Парижа, в 165 км южнее Бордо, в 23 км к северо-западу от По.
По территории коммуны протекают реки Гав-де-По и Баиз.

### Климат
Климат тёплый океанический. Зима мягкая, средняя температура января — от +5°С до +13°С, температуры ниже −10 °C бывают редко. Снег выпадает около 15 дней в году с ноября по апрель. Максимальная температура летом порядка 20-30 °C, выше 35 °C бывает очень редко. Количество осадков высокое, порядка 1100 мм в год. Характерна безветренная погода, сильные ветры очень редки.

## Население
Население коммуны на 2010 год составляло 453 человека.
| 1962 | 1968 | 1975 | 1982 | 1990 | 1999 | 2010 |
| ---- | ---- | ---- | ---- | ---- | ---- | ---- |
| 275  | 310  | 377  | 357  | 434  | 414  | 453  |

## Администрация
| Период | Период | Фамилия       | Партия | Примечания |
| ------ | ------ | ------------- | ------ | ---------- |
| 1995   | 2001   | Фернан Пюшё   |        |            |
| 2001   | 2008   | Франсис Перюй |        |            |
| 2008   | 2020   | Бернар Тюрпен |        |            |

## Экономика
В 2010 году среди 287 человек трудоспособного возраста (15-64 лет) 213 были экономически активными, 74 — неактивными (показатель активности — 74,2 %, в 1999 году было 63,3 %). Из 213 активных жителей работали 198 человек (107 мужчин и 91 женщина), безработных было 15 (6 мужчин и 9 женщин). Среди 74 неактивных 28 человек были учениками или студентами, 20 — пенсионерами, 26 были неактивными по другим причинам.

## Достопримечательности
- Церковь Св. Петра (1867 год)[4]

## Фотогалерея

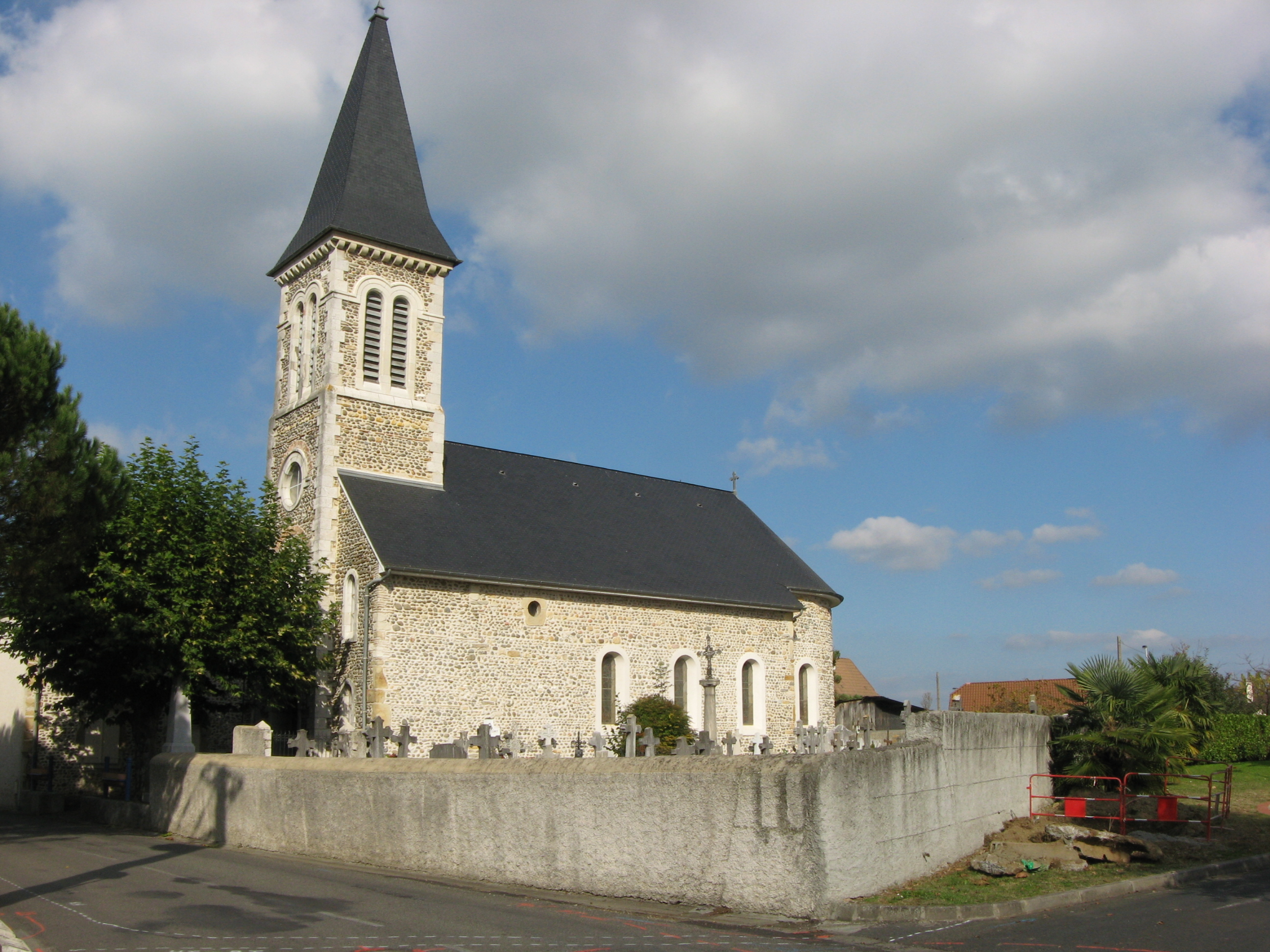
Церковь Св. Петра
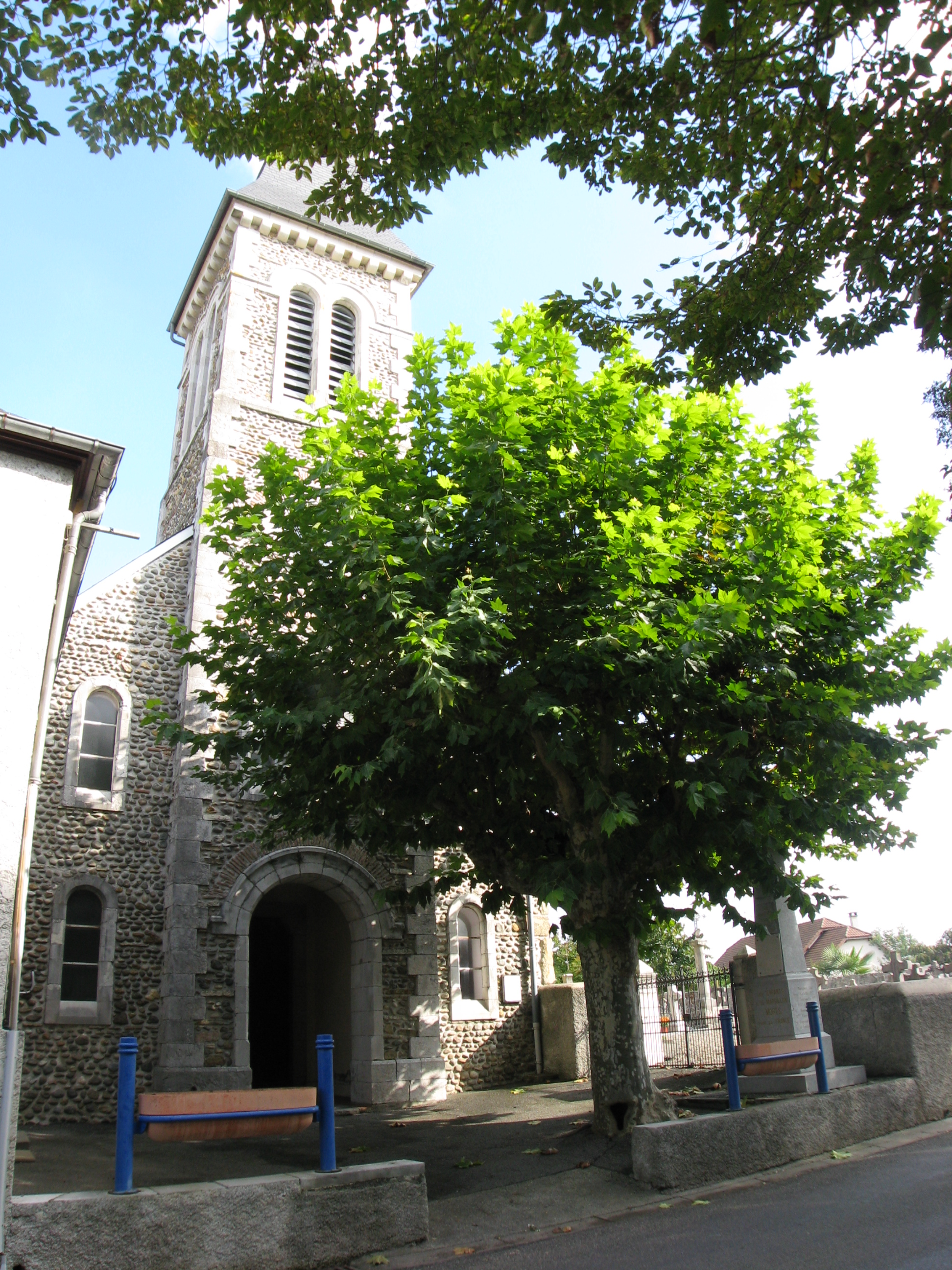
Церковь Св. Петра